# Argyresthia oleaginella
Argyresthia oleaginella is een vlinder uit de familie van de pedaalmotten (Argyresthiidae). De wetenschappelijke naam van de soort werd in 1851 gepubliceerd door Standfuss.